# Pierre Janssens
Pierre Maria Gemma Paulus Janssens (Venlo, 12 mei 1940 – Hoorn, 20 mei 2022) was een Nederlands politicus van de PvdA.
Na zijn rechtenstudie aan de Universiteit van Amsterdam werd hij in 1966 wetenschappelijk medewerker Staatsrecht aan die universiteit. Vervolgens was hij van 1969 tot 1971 werkzaam bij het kabinet van de burgemeester van Amsterdam. Daarna werd Janssens wetenschappelijk medewerker bij de Wiardi Beckman Stichting. Daarnaast was hij van 1970 tot 1974 gemeenteraadslid in Monnickendam.
In augustus 1975 werd Janssens benoemd tot burgemeester van de toenmalige Noord-Hollandse gemeente Wormer. In 1982 volgde zijn benoeming tot burgemeester van Hoorn, wat hij bleef tot zijn vervroegde pensionering in april 2003.
Janssens overleed op 82-jarige leeftijd.
- International Standard Name Identifier: 0000 0003 8150 0551
- Library of Congress Control Number: no2012103771
- Nederlandse Thesaurus van Auteursnamen: 069983909
- Système universitaire de documentation: 152975217
- Virtual International Authority File: 261005447
- WorldCat: E39PBJmpfrjXd64JfKQmXYqG73